# Auraiya (India)
Auraiya is een stad en gemeente in het district Auraiya van de Indiase staat Uttar Pradesh. 

## Demografie
Volgens de Indiase volkstelling van 2001 wonen er 64.598 mensen in Auraiya, waarvan 53% mannelijk en 47% vrouwelijk is. De plaats heeft een alfabetiseringsgraad van 71%. 